# Masoko (gruppo musicale)
I Masoko sono stati un gruppo musicale italiano nato nel 1998 a Roma.

## Storia
I Masoko nascono a Roma sul finire degli anni '90. La loro prima denominazione è Masoko Tanga, in onore di una canzone dei Police.
Il loro primo lavoro ufficiale, dopo una serie di demo autoprodotti, risale al 2002, quando esce l'EP No Tanga, che segna anche il passaggio al nome Masoko. Il disco è ben recepito dalla critica di genere, e permette loro di inserirsi nel circuito dei live romani. Da qui in poi apriranno molti concerti di band straniere, come Kaiser Chiefs, Babyshambles, The Rakes e Art Brut, e di artisti italiani, come Bugo, Max Gazzè e Giardini di Mirò tra gli altri.
Nel 2004 ricevono il premio speciale della critica di Rockit e continuano la frenetica attività live che li porterà ad esibirsi in vari festival nazionali. Nel 2005 si classificano primi al Today I'm Rock, vincono le selezioni di Arezzo Wave Festival e si esibiscono all'Heineken Jammin Festival. Partecipano insieme a Marlene Kuntz, Mariposa, Amari a Lo zecchino d'oro dell'underground, prodotto da Snowdonia.
Proprio per la Snowdonia nel 2006 esce il primo album, intitolato Bubu'7te, definito dalla stessa band "Nervous Pop". Proseguono la loro attività live fino ad arrivare a esibirsi allo Sziget Festival di Budapest nell'agosto 2007.
A metà 2008 pubblicano un EP autoprodotto in collaborazione con la neonata Hit Bit Records chiamato semplicemente M.
A marzo 2009 esce il secondo album della band, intitolato Masokismo, sempre per l'etichetta Snowdonia e prodotto con Giorgio Canali. Dal disco sono stati estratti 2 singoli: il primo è Savoir faire, di cui è stato girato un videoclip per le strade di Roma prodotto da Sporco Impossibile. Il secondo è Non devi aver paura , con il video per la regia di Stefano Poletti. Il gruppo compare, insieme a diversi altri esponenti della scena underground, nel videoclip della canzone S(u)ono diverso di Piotta.
Le vostre speranze non saranno deluse è il terzo album dei Masoko, uscito nel 2012 su etichetta Modern Life e distribuito da Audioglobe.
Il primo singolo Il futuro non è è entrato subito in programmazione nelle principali radio indipendenti, inserito nella top 100 dei brani più trasmessi dell'estate 2012 nel circuito IndieMusicLike e da venerdì 13 luglio in playlist anche su Rai Radio 2.
Dopo una serie di concerti nella seconda metà del 2012 e qualche ulteriore sporadica esibizione (come quella del 2016 che celebra i 10 anni di Bubu'7te), il gruppo si scioglie e i componenti si dedicano ad altri progetti: Davide De Leonardis al progetto solista Bruno Luno, Alessandro La Padula alla carriera da solista e all'attività di DJ; Simone Ciarocchi collabora con il gruppo musicale I Cani e Carl Brave; Francesco Bellani collabora con I Cani; Ivana Calò si occupa di giornalismo e PR.

## Formazione
- Davide De Leonardis: voce
- Alessandro La Padula: chitarra
- Ivana Calò: basso
- Simone Ciarocchi: batteria
- Francesco Bellani: sintetizzatore

## Discografia

### Album
- 2006 - Bubu'7te (Snowdonia/Audioglobe)
- 2009 - Masokismo (Snowdonia/Audioglobe)
- 2012 - Le vostre speranze non saranno deluse (Modern Life/Audioglobe)

### EP
- 1999 - Masoko Tanga - demo (Tnt)
- 2000 - Prima colazione - single (Gasprod)
- 2001 - Necessità primarie (Gasprod)
- 2002 - No Tanga (Gasprod)
- 2008 - M (Hit Bit Records)

### Compilation
- 2004 - Alatri dal vivo - contiene Weekend e Superattico
- 2005 - Heneiken Jammin' Festival Contest - contiene Superattico
- 2005 - Lo Zecchino d'oro dell'Underground - contiene La compagnia (Snowdonia/Audioglobe)
- 2006 - Fuoriscena - contiene Comfort

## Videografia
- 2006  - Cool, regia di Bennet Pimpinella
- 2009 - Non devi aver paura, regia di Stefano Poletti
- 2009 - Savoir faire, regia di Dandaddy
- 2012 - Oggetti, regia di Francesco Di Giorgio